# Tigre Noir FC
Der Tigre Noir Football Club ist ein burundischer Fußballverein mit Sitz in der Stadt Bujumbura. Aktuell, Stand Juli 2024, spielt der Verein in der zweiten Liga, der Ligue B.

## Stadion
Der Verein trägt seine Heimspiele im Stade Urumuri in Ruyigi aus. Das Stadion hat ein Fassungsvermögen von 3000 Personen.